# Erick Rowsell

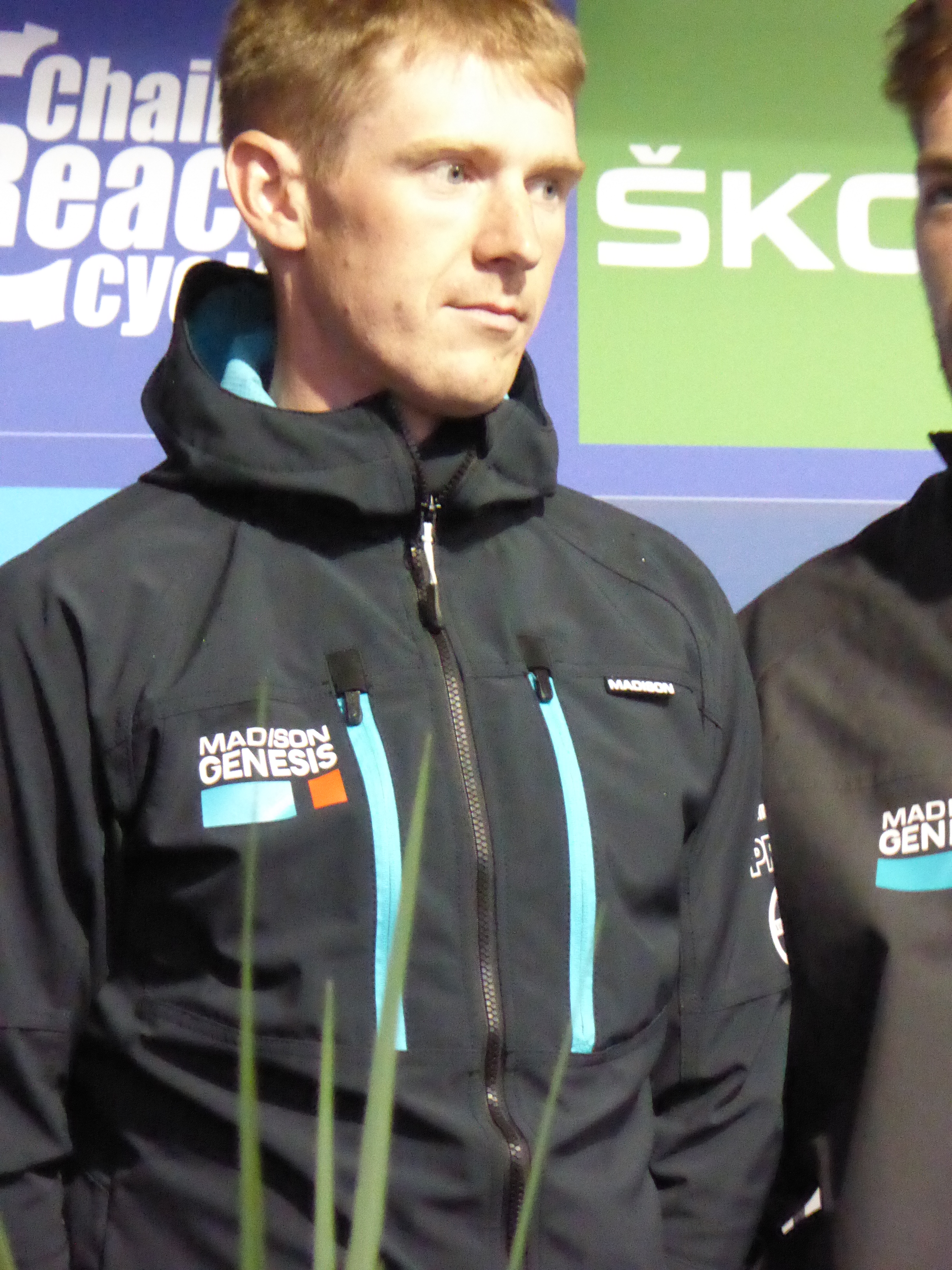
Erick Rowsell (2016)

Erick Rowsell (* 29. Juli 1990 in Cheam) ist ein britischer Radrennfahrer.
Rowsell wurde 2007 in der Juniorenklasse britischer Meister im Einzelzeitfahren auf der Straße. Im nächsten Jahr gewann er den Titel im Straßenrennen. Auf der Bahn- wurde er 2008 Vize-Europameister in der Mannschaftsverfolgung der Junioren.
Als Erwachsener gewann er mit dem britischen Team 2011 und 2012 die Silbermedaille der U23-Europameisterschaft in der Mannschaftsverfolgung. 2012 fuhr Rowsell für das britische Continental Team Endura Racing und gewann eine Etappe  der Tour de Normandie. 2013 und 2014 fuhr er für das deutsche Professional Continental Team NetApp-Endura, ohne besondere Erfolge zu erzielen. Von 2015 bis 2019 war er Mitglied des britischen Teams   Madison Genesis und konnte in dieser Zeit diverse Rennen des nationalen britischen Rennkalenders gewinnen.
Erick Rowsell ist ein jüngerer Bruder der Bahnradsport-Weltmeisterin Joanna Rowsell.

## Erfolge

### Straße
2007
- Britischer Meister – Einzelzeitfahren (Junioren)

2008
- Britischer Meister – Straßenrennen (Junioren)

2012
- eine Etappe Tour de Normandie

### Bahn
2008
- Europameisterschaft – Mannschaftsverfolgung (Junioren) mit Mark Christian, Andrew Fenn und Luke Rowe

2009
- Europameisterschaft – Mannschaftsverfolgung (U23) mit Mark Christian, Andrew Fenn und Luke Rowe

2011
- Europameisterschaft – Mannschaftsverfolgung (U23) mit Mark Christian, Sam Harrison und Joseph Kelly

## Teams
- 2012 Endura Racing
- 2013–2014 Team NetApp-Endura
- 2015–2019 Madison Genesis